# Marina Lubian
Marina Lubian, född 11 april 2000 i Moncalieri, Italien, är en volleybollspelare (center). 
Lubian har spelat på elitnivå sedan säsongen 2015/2016 då hon började spela med Lilliput Pallavolo i serie A2 (den näst högsta serien). Följande säsong debuterade hon i serie A1 då hon spelade med det italienska förbundets utvecklingslag Club Italia. Hennes främsta merit på klubbnivå är en seger i CEV Champions League 2023–2024 med Imoco Volley.  Lubian började spela med Italiens juniorlandslag 2015 och vann flera internationella mästerskap med dem. Hon har spelat med seniorlandslaget sedan 2018. Med dem tog hon medalj vid VM 2018 och 2022 och guld vid OS 2024.